# Championnat d'Italie de football 1950-1951
Navigation
Édition précédente Édition suivante
| \| AC Milan Inter Juventus Lazio Fiorentina Naples Bologne Côme Udinese Palerme Pro Patria Novare Sampdoria Atalanta Lucchese Triestina Torino Padoue AS Rome Genoa \| Localisation des clubs engagés dans le championnat. |
| AC Milan Inter Juventus Lazio Fiorentina Naples Bologne Côme Udinese Palerme Pro Patria Novare Sampdoria Atalanta Lucchese Triestina Torino Padoue AS Rome Genoa                                                           |

Le Championnat d'Italie de football de Série A 1950-1951 est la 49e édition du championnat d'Italie de football, qui réunit 20 équipes. 
Le championnat est remporté pour la 4e fois de son histoire par le Milan AC.

## Classement
Le partage des points est fait sur le barème suivant : deux points pour une victoire, un point pour un match nul et aucun point pour une défaite.
| Rang | Équipe               | Pts | J  | G  | N  | P  | Bp  | Bc | Diff |
| ---- | -------------------- | --- | -- | -- | -- | -- | --- | -- | ---- |
| 1    | AC Milan             | 60  | 38 | 26 | 8  | 4  | 107 | 39 | +68  |
| 2    | Inter Milan          | 59  | 38 | 27 | 5  | 6  | 107 | 43 | +64  |
| 3    | Juventus FC T        | 54  | 38 | 23 | 8  | 7  | 103 | 44 | +59  |
| 4    | SS Lazio             | 46  | 38 | 18 | 10 | 10 | 64  | 50 | +14  |
| 5    | AC Fiorentina        | 44  | 38 | 18 | 8  | 12 | 52  | 42 | +10  |
| 6    | AC Naples P          | 41  | 38 | 15 | 11 | 12 | 57  | 52 | +5   |
| 7    | Bologne FC 1909      | 41  | 38 | 16 | 9  | 13 | 61  | 59 | +2   |
| 8    | AC Côme              | 40  | 38 | 18 | 4  | 16 | 56  | 66 | -10  |
| 9    | Udinese Calcio P     | 35  | 38 | 11 | 13 | 14 | 46  | 61 | -15  |
| 10   | US Palerme           | 34  | 38 | 14 | 6  | 18 | 59  | 67 | -8   |
| 11   | Pro Patria Calcio    | 34  | 38 | 14 | 6  | 18 | 47  | 74 | -27  |
| 12   | AC Novare            | 33  | 38 | 13 | 7  | 18 | 56  | 67 | -11  |
| 13   | UC Sampdoria         | 33  | 38 | 12 | 9  | 17 | 51  | 76 | -25  |
| 14   | Atalanta Bergame     | 32  | 38 | 10 | 12 | 16 | 48  | 69 | -21  |
| 15   | US Lucchese-Libertas | 30  | 38 | 11 | 8  | 19 | 44  | 53 | -9   |
| 16   | US Triestina         | 30  | 38 | 10 | 10 | 18 | 45  | 67 | -22  |
| 17   | Torino Calcio        | 30  | 38 | 9  | 12 | 17 | 46  | 69 | -23  |
| 18   | Calcio Padova        | 29  | 38 | 12 | 5  | 21 | 49  | 68 | -19  |
| 19   | AS Rome              | 28  | 38 | 10 | 8  | 20 | 48  | 54 | -6   |
| 20   | Genoa CFC            | 27  | 38 | 9  | 9  | 20 | 46  | 72 | -26  |

## Meilleurs buteurs
|   | Buteur           | Club        | Nb de Buts |
| - | ---------------- | ----------- | ---------- |
| 1 | Gunnar Nordahl   | Milan AC    | 34         |
| 2 | Istvan Nyers     | Inter Milan | 31         |
| 3 | Karl Aage Hansen | Juventus FC | 23         |
| 3 | Servaas Wilkes   | Inter Milan | 23         |

## Bilan de la saison
| Tableau d'Honneur |           |
| Compétition       | Vainqueur |
| Serie A           | Milan AC  |

| Promotions et relégations |                         |
| Relégués en Serie B       | AS Rome Genoa CFC       |
| Promus de Serie B         | SPAL Ferrara AC Legnano |